# Elephantopus scaber
Elephantopus scaber es una especie tropical de planta fanerógama de la familia de las asteráceas. En Costa Rica se denomina achicoria.

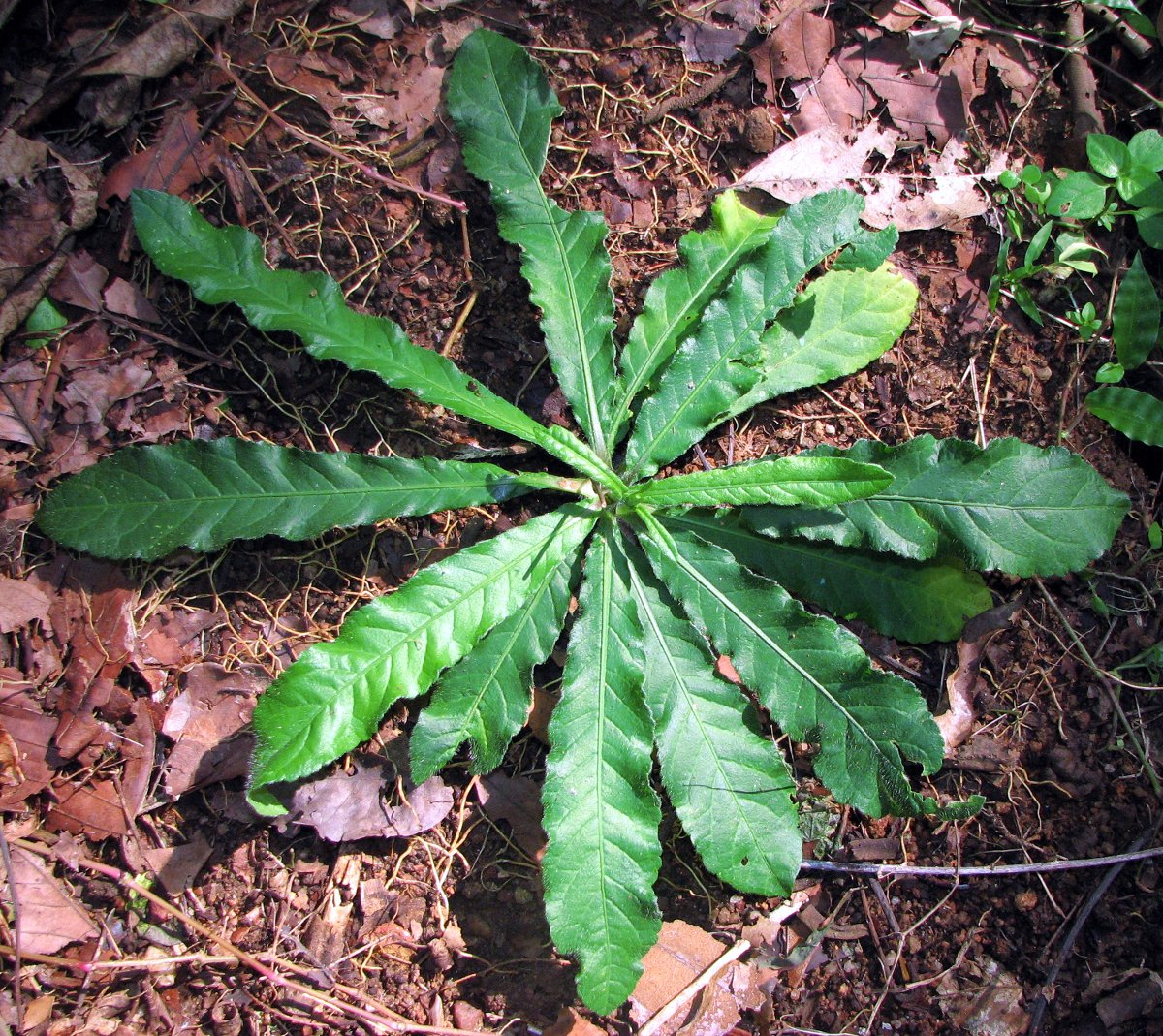
Roseta basal

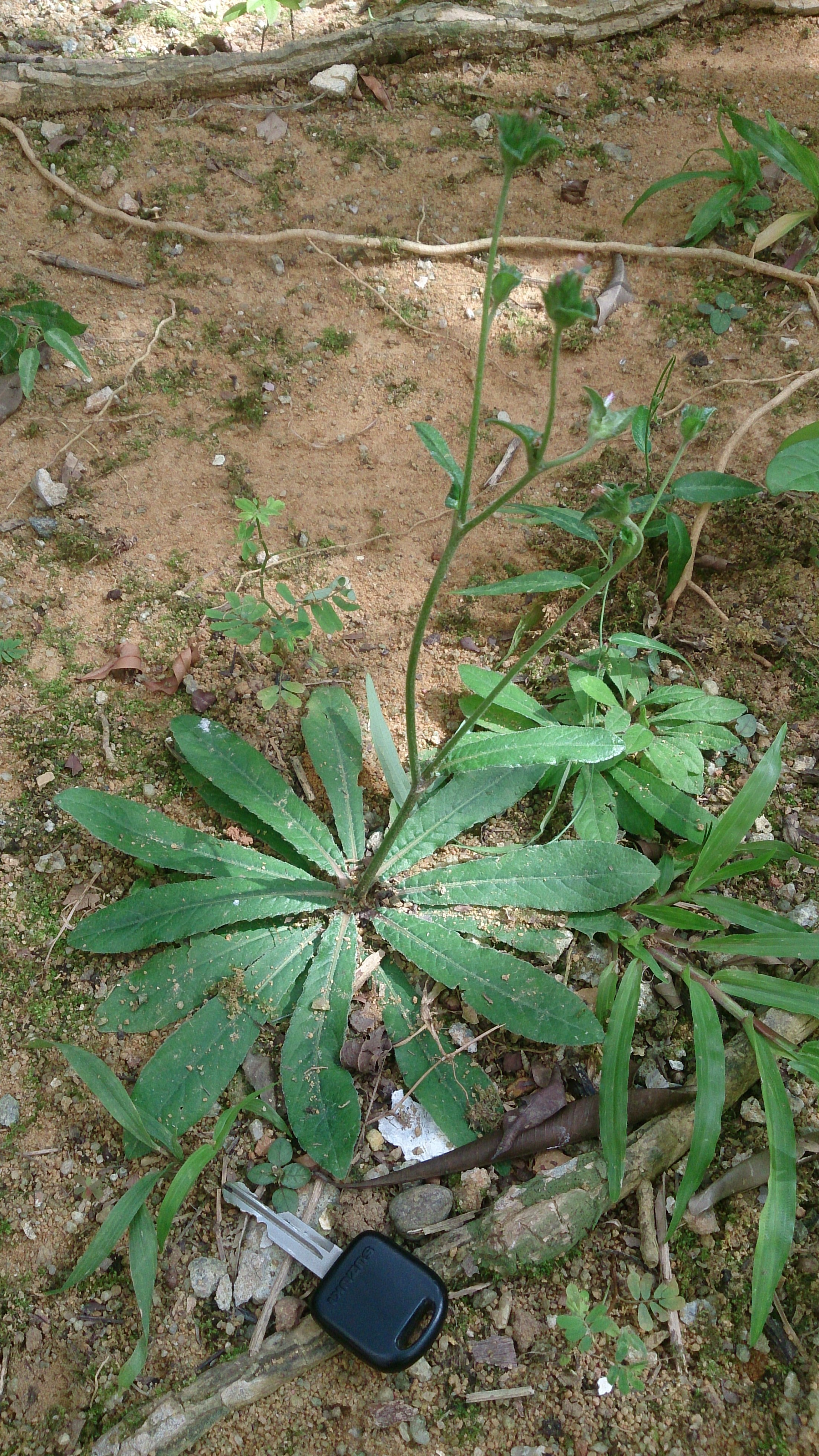
Vista de la planta

## Distribución y hábitat
Es originaria de África tropical, Asia Oriental, Subcontinente Indio, Sudeste de Asia y el norte de Australia. Se ha naturalizado en África tropical y América Latina. Su natural hábitat son los bosques montanos húmedos subtropicales o tropicales.

## Descripción
Es una hierba erecta que alcanza un tamaño de hasta 38 cm de altura; con un rizoma corto, que emite muchas raíces fibrosas gruesas. Las hojas de 12,5-20 cm de largo, en su mayoría radicales formando una roseta extendida en el suelo, obovadas-oblongas, toscamente serrado-dentadas, peludas. La inflorescencia terminal superior plana, con cerca de 2,5 cm de diámetro, y rodeado en su base por tres grandes y ampliamente ovadas, brácteas de hojas. Las flores son pequeñas de color violeta.

## Usos
Elephantopus scaber se conoce su uso en la medicina tradicional. Las diferentes partes de la planta son usadas en la medicina tradicional de la India como agente astringente, tónico cardíaco, diurético, para el tratamiento de úlceras y eczemas, en el reumatismo, para reducir la fiebre, y para eliminar las piedras en la vejiga. E. scaber contiene elefantopina que es un germacranólido lactona sesquiterpénica que contiene dos anillos de lactona y un grupo funcional epóxido, y ha demostrado tener una actividad antitumoral.

## Taxonomía
Elephantopus scaber fue descrita por Carlos Linneo y publicado en Species Plantarum 2: 814. 1753.
Etimología
Elephantopus: nombre genérico que deriva de las palabras griegas: 
elephantos = "elefante", y pous = "pie"; probablemente en alusión a las rosetas de grandes hojas basales.
scaber: epíteto latíno que significa "rugoso".
Variedades aceptadas
- Elephantopus scaber subsp. plurisetus (O.Hoffm.) Philipson
- Elephantopus scaber var. sinuatus (Mor.) Miq.

Sinonimia
- Elephantopus carolinensis G.Mey.
- Elephantopus sordidus Salisb.
- Scabiosa cochinchinensis Lour.
- Elephantopus plurisetus (O.Hoffm.) Clonts, syn of subsp. plurisetus
- Elephantopus sinuatus Zoll. & Moritzi, syn of var. sinuatus
- Asterocephalus cochinchinensis Sprengel[17]